# Huicot
Huicot är en ort i Mexiko.   Den ligger i kommunen Ruíz och delstaten Nayarit, i den centrala delen av landet, 700 km väster om huvudstaden Mexico City. Huicot ligger 918 meter över havet och antalet invånare är 242.
Terrängen runt Huicot är kuperad västerut, men österut är den bergig. Runt Huicot är det mycket glesbefolkat, med 5 invånare per kvadratkilometer. Närmaste större samhälle är Presidio de los Reyes, 12,3 km söder om Huicot. I omgivningarna runt Huicot växer huvudsakligen savannskog.